# Krakovany
Krakovany är en by och en kommun i distriktet Piešťany i regionen Trnava i västra Slovakien.

## Geografi
Kommunen ligger på en altitud av 165 meter och täcker en area på 9,823 km². Den har ungefär 1 343 invånare.